# Pygopleurus samai
Pygopleurus samai är en skalbaggsart som beskrevs av Keith 2001. Pygopleurus samai ingår i släktet Pygopleurus och familjen Glaphyridae. Inga underarter finns listade i Catalogue of Life.